# Ouette de Magellan
Pour les articles homonymes, voir Bernache.
Chloephaga picta
Espèce
Statut de conservation UICN

 LC  : Préoccupation mineure
L'Ouette de Magellan (Chloephaga picta), parfois appelée Oie de Magellan ou Bernache de Magellan, est une espèce d'oiseaux de la famille des Anatidae.

## Description
Elle mesure entre 60 et 65 cm et pèse entre 2.7 et 3.2 kilogrammes. Le mâle a la tête, le cou et la poitrine blancs, le reste du corps est gris avec de fines barres noires sur les flancs.
Chez la femelle, la tête et le cou sont roux, les ailes grisâtres et le dessous du corps strié de noir.

## Habitat
L'ouette de Magellan vit à travers le centre du Chili, l'ouest de la Patagonie et les îles Malouines ; son aire d'hivernage s'étend jusqu'à la province de Buenos Aires. On trouve également une importante population introduite sur l'île de Géorgie du Sud. Elle fréquente principalement les plaines herbeuses, les broussailles des plaines semi-arides, les prés et les terres agricoles.

## Alimentation
L'ouette de Magellan est principalement une herbivore se nourrissant de graines, de feuilles, de tiges et d'autres matières végétales.

## Biologie
Il s'agit d'une espèce très grégaire dont les troupes peuvent rassembler plusieurs milliers d'oiseaux. Les couples sont fidèles, la reproduction a lieu entre septembre et novembre le nid étant placé près de l'eau. Après la reproduction elle migre vers le nord du Chili et de l'Argentine.

## Populations
La population est comprise entre 240 000 et 1 300 000 oiseaux. L'Ouette de Magellan est parfois persécutée par les agriculteurs car elle concurrence les moutons et les vaches pour le pacage.

## Sous-espèces
Selon la classification de référence du Congrès ornithologique international (version 15.1, 2025) :
- Chloephaga picta picta (Gmelin, JF, 1789) — sud du Chili et de l'Argentine ;
- Chloephaga picta leucoptera (Gmelin, JF, 1789) — îles Malouines.

## Galerie

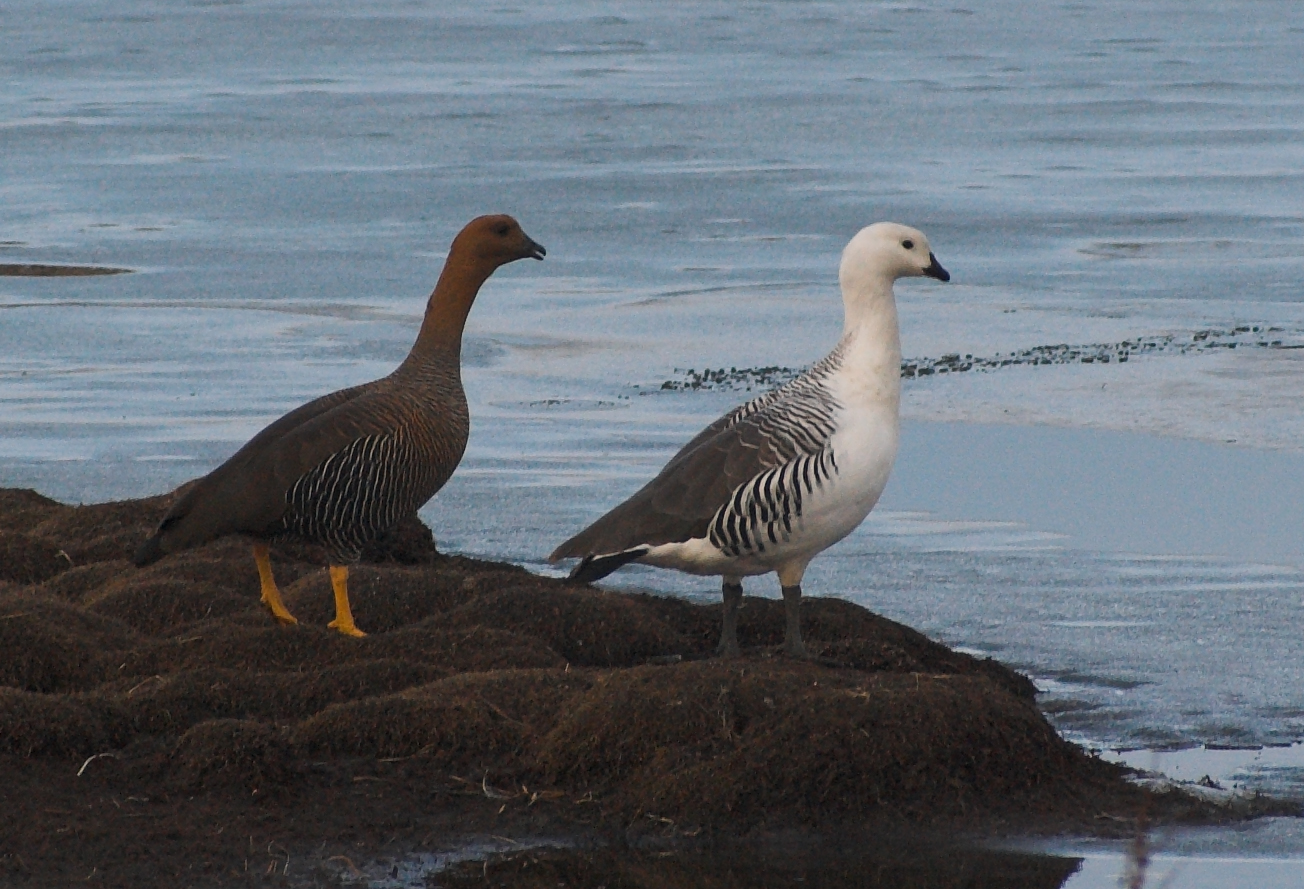
mâle et femelle
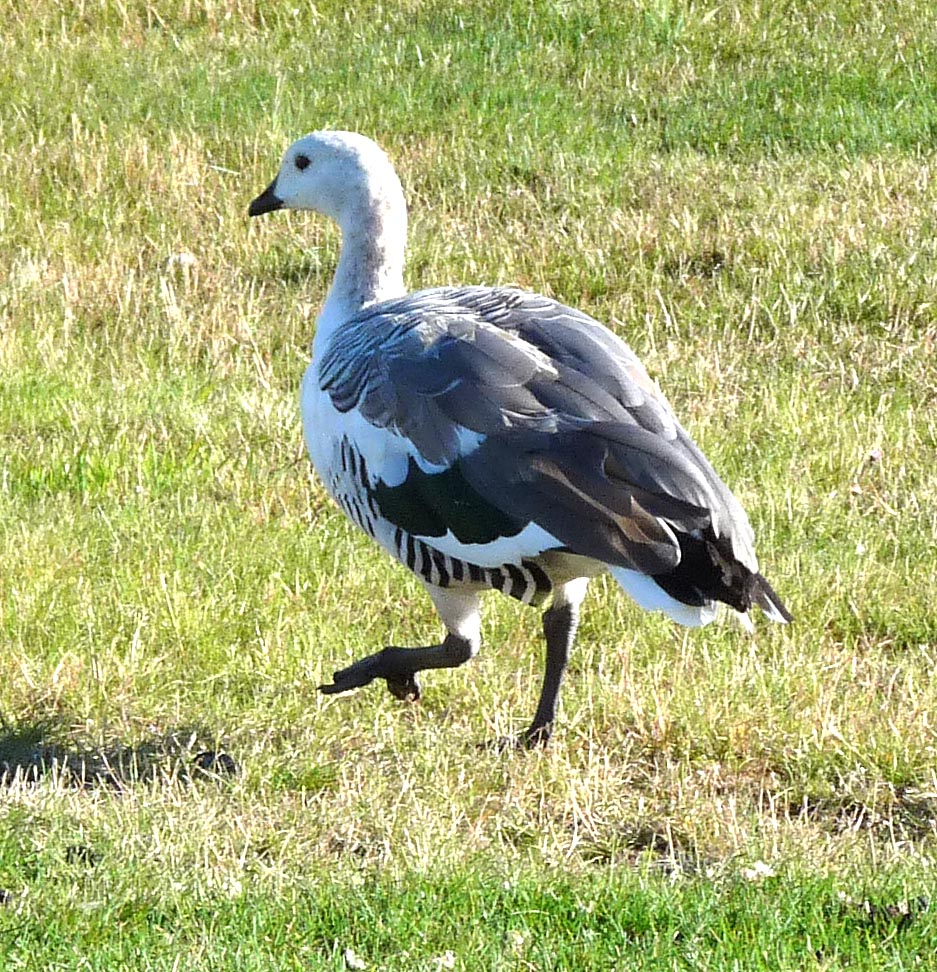
♂
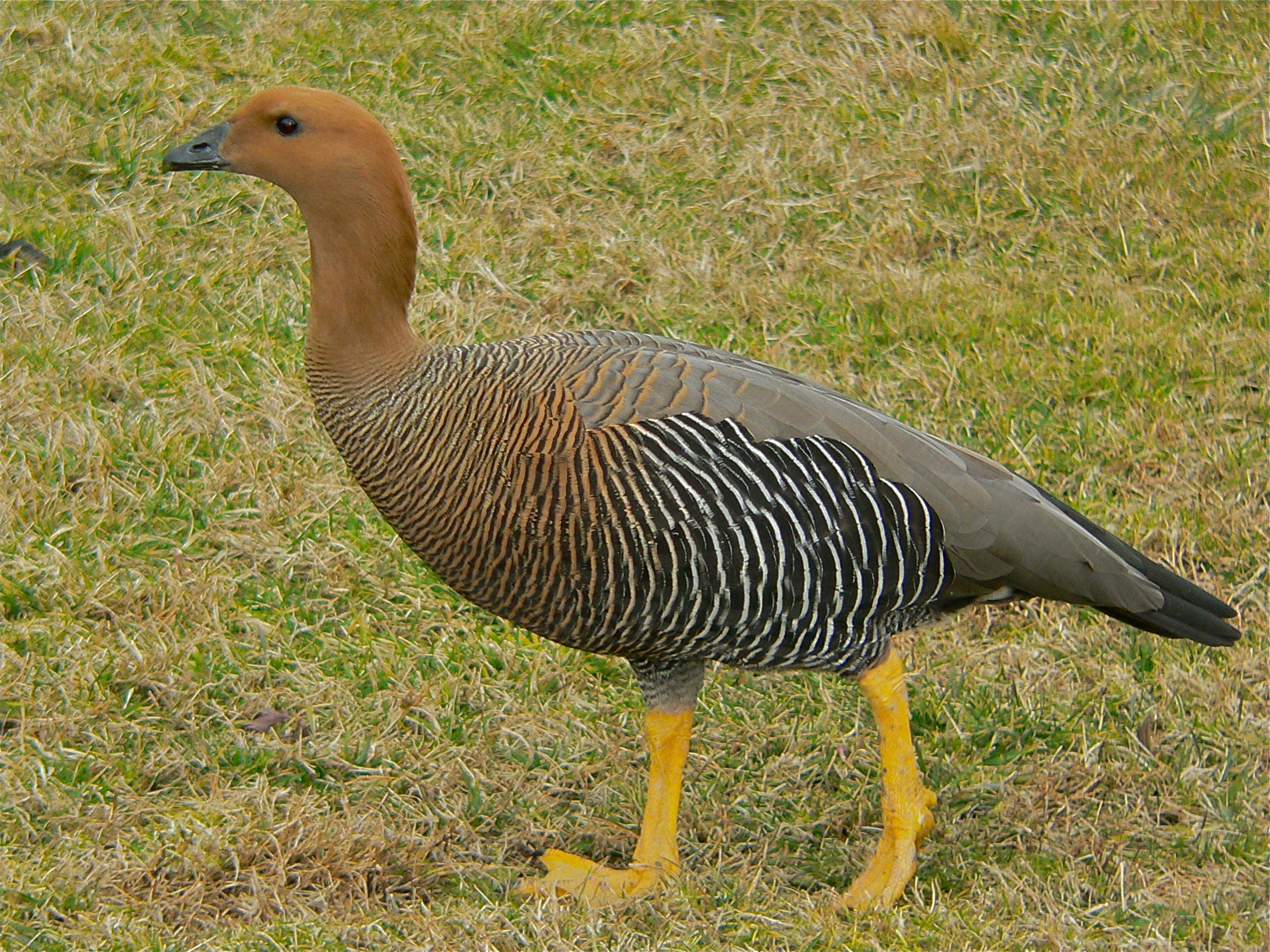
♀
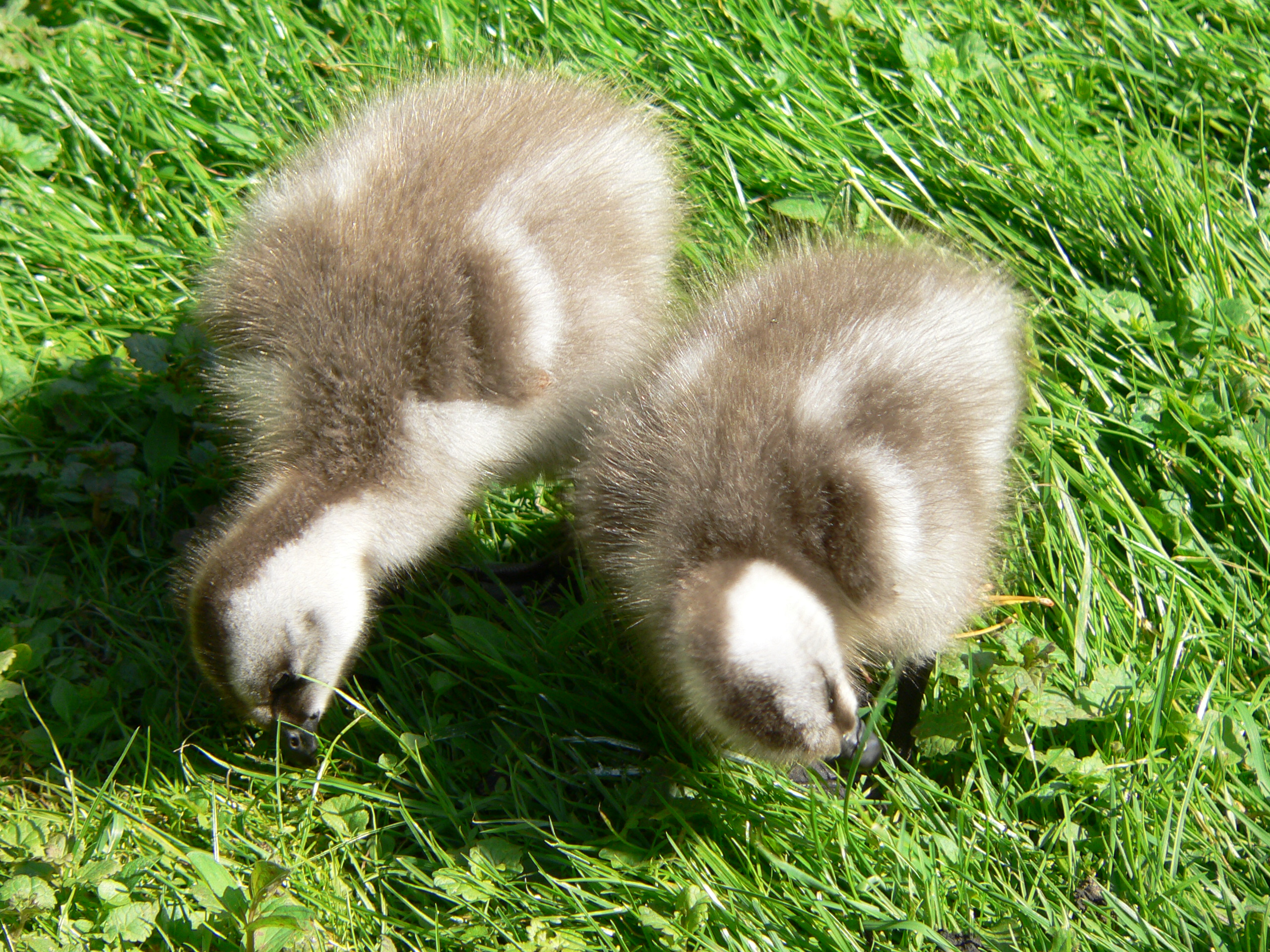
jeunes
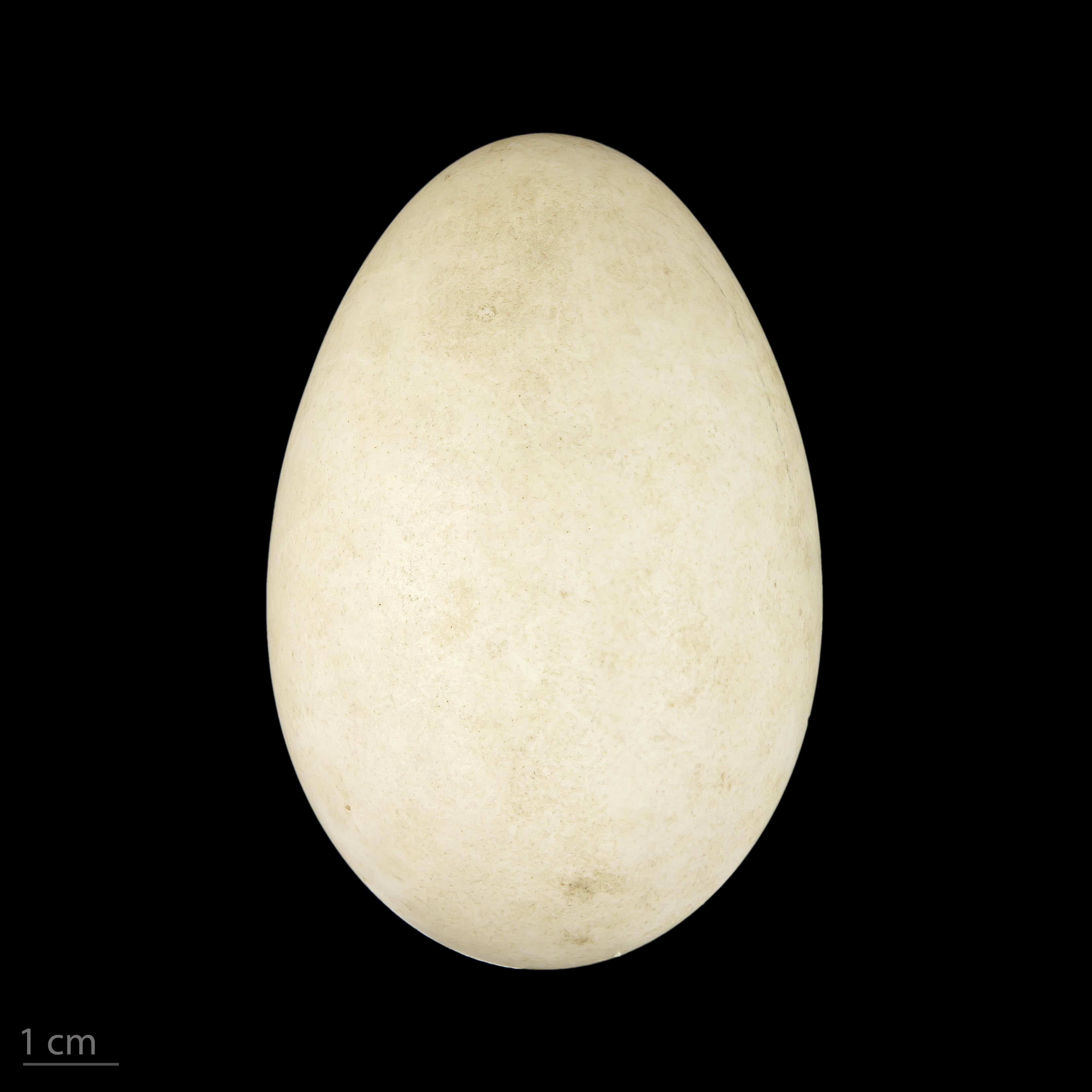
Chloephaga picta - MHNT